# Scambus capitator
Scambus capitator är en stekelart som beskrevs av Aubert 1965. Scambus capitator ingår i släktet Scambus och familjen brokparasitsteklar. Arten är reproducerande i Sverige. Inga underarter finns listade i Catalogue of Life.